# Gheorghe Anton (fotbalist)
Gheorghe Anton (n. 27 ianuarie 1993, Chițcanii Vechi, raionul Telenești, Republica Moldova) este un fotbalist moldovean retras din activitate, care a jucat pe post de mijlocaș la echipe ca Zimbru, Sheriff Tiraspol și SCM Gloria Buzău. Pe plan internațional, are prezențe la națională pentru Moldova U-19, Moldova U-21 și Republica Moldova. mijlocaș.

## Palmares
Zimbru Chișinău
- Cupa Moldovei (1): 2013–14
- Supercupa Moldovei (1): 2014